# Pedro Opeka
Pedro Pablo Opeka, C. M. (San Martín, Argentina, 29 de junio de 1948), también conocido como el padre Pedro, es un sacerdote católico argentino, miembro de la Congregación de la Misión (padres vicentinos-lazaristas), que trabaja como misionero en Madagascar, África. Otros nombres con el que es conocido: el “Albañil de Dios”, “La Madre Teresa con pantalones”, “Soldado de Dios”, “El Santo de Madagascar” o “El apóstol de la basura”.
Madagascar es uno de los países más pobres del mundo. Ahí vio a chicos descalzos viviendo en un basurero y decidió ayudarlos a tener una vida digna. Con la ayuda de la fundación France Libertés, lo producido y la ayuda de jóvenes del lugar, levantó casillas precarias que luego fueron reemplazadas por casas de ladrillos de dos pisos y les enseñó a vivir con lo que ellos producen. 
Los grupos de casas fueron creando una ciudad, donde estaba el basurero. Opeka fundó una organización sin fines de lucro llamada Akamasoa (significa "Los buenos amigos"), dedicada a darles trabajo a sus habitantes.
Por sus servicios a los pobres obtuvo la Legión de Honor, en 2008, y ha sido propuesto reiteradas veces al Premio Nobel de la Paz por Francia, Eslovenia y Mónaco; en 2018 Argentina se sumó a ese pedido. De su labor, resume:

Junto con el amor, el respeto y la oración, mi propuesta tiene tres pilares que son la educación, el trabajo y la disciplina.
Pedro Opeka

## Biografía

### Su formación
Nació en la ciudad de San Martín, en la zona norte del Gran Buenos Aires. Es hijo, además de sus hermanos Bernarda, Helena, Mariana, Luis, Irene Silvia, Lucía e Isabel, de Luis Opeka y María Marolt, inmigrantes eslovenos que llegaron a la Argentina en enero de 1948 escapando del régimen totalitario en Eslovenia de Tito.
De niño aprendió el oficio de albañil. A los quince años de edad decidió ser un sacerdote de la Iglesia católica y entró a la Congregación de la Misión (Padres Vicentinos-Lazaristas). Estudió en el colegio San Vicente de Paul ubicado en Escobar, vivió en Ramos Mejía e hizo el seminario interno en San Miguel, todas ellas, ciudades de la provincia de Buenos Aires.
Cuando aún no tenía diecisiete años construyó una casa en Junín de los Andes para una familia de indígenas mapuches.
A los 18 años ingresó al seminario de la congregación para la misión de San Vicente de pal en San Miguel.
En 1968, a los veinte años, continuó su formación, estudiando Filosofía y Teología, en Liubliana, Eslovenia, y en Francia. En 1970 viajó a África y conoció  Madagascar, donde trabajó como albañil en las parroquias lazaristas. Finalizó sus estudios en el Instituto Católico de París. Se reunió con la Comunidad Taizé y viajó por toda Europa.
El 25 de septiembre de 1975 fue ordenado sacerdote vicentino en la basílica de Nuestra Señora de Luján. En 1976, regresó a Madagascar donde vive desde entonces, y fue nombrado para hacerse cargo de una iglesia en Vangaindrano, en la zona selvática el sudeste de la isla de Madagascar. En 1989 los superiores le nombraron director de un seminario en la capital, Antananarivo.

### Su misión en Madagascar

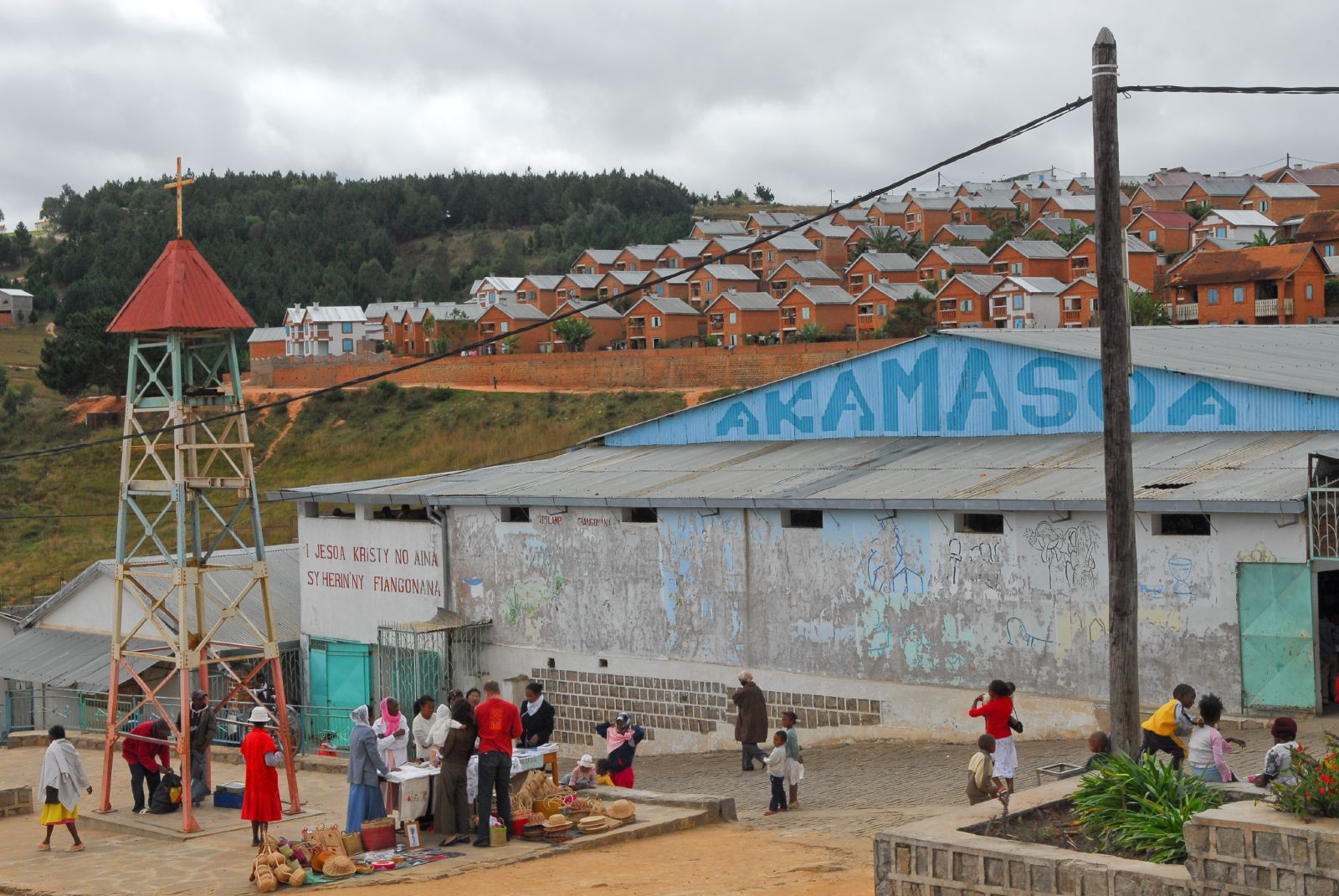
Akamasoa.

Es sacerdote de la Congregación de la Misión, fundada por san Vicente de Paul, y lleva más de treinta años como misionero en Madagascar, uno de los países más pobres del planeta.
La primera vez que estuvo en esa isla vio a cientos de chicos escarbando y viviendo descalzos en un inmenso basurero de veinte hectáreas en las afueras de Antananarivo, capital de Madagascar, África, y se dijo a sí mismo: Acá no hay que hablar porque sería una falta de respeto hacia ellos, sino que debemos ponernos a trabajar.
El ser un hombre blanco constituyó su primer obstáculo para poder ayudarlos. Pero encontró la manera de acercarse jugando al fútbol, una de sus pasiones. Así fue ganando su confianza.
Uno de los primeros proyectos de Opeka fue la remodelación de un hospital, en conjunto con la fundación France Libertés (ONG francesa dirigida por Danielle Mitterrand). Opeka conoció a la ex primera dama francesa a través del hijo de esta, Gilbert, ya que jugaba al fútbol con él. El relato del padre Pedro muestra las carencias sanitarias del país:

Caí enfermo, tan enfermo que casi me muero. No podría haber sido de otra manera. El centro hospitalario de la ciudad está completamente desprovisto de todo material y es un desafío a las reglas de higiene. Me habría muerto si mi congregación no me hubiera repatriado a Francia. ¿Cómo puedo presentarme ante mis fieles y persuadirlos de que se hagan tratar en el hospital, cuando conozco lo que es?

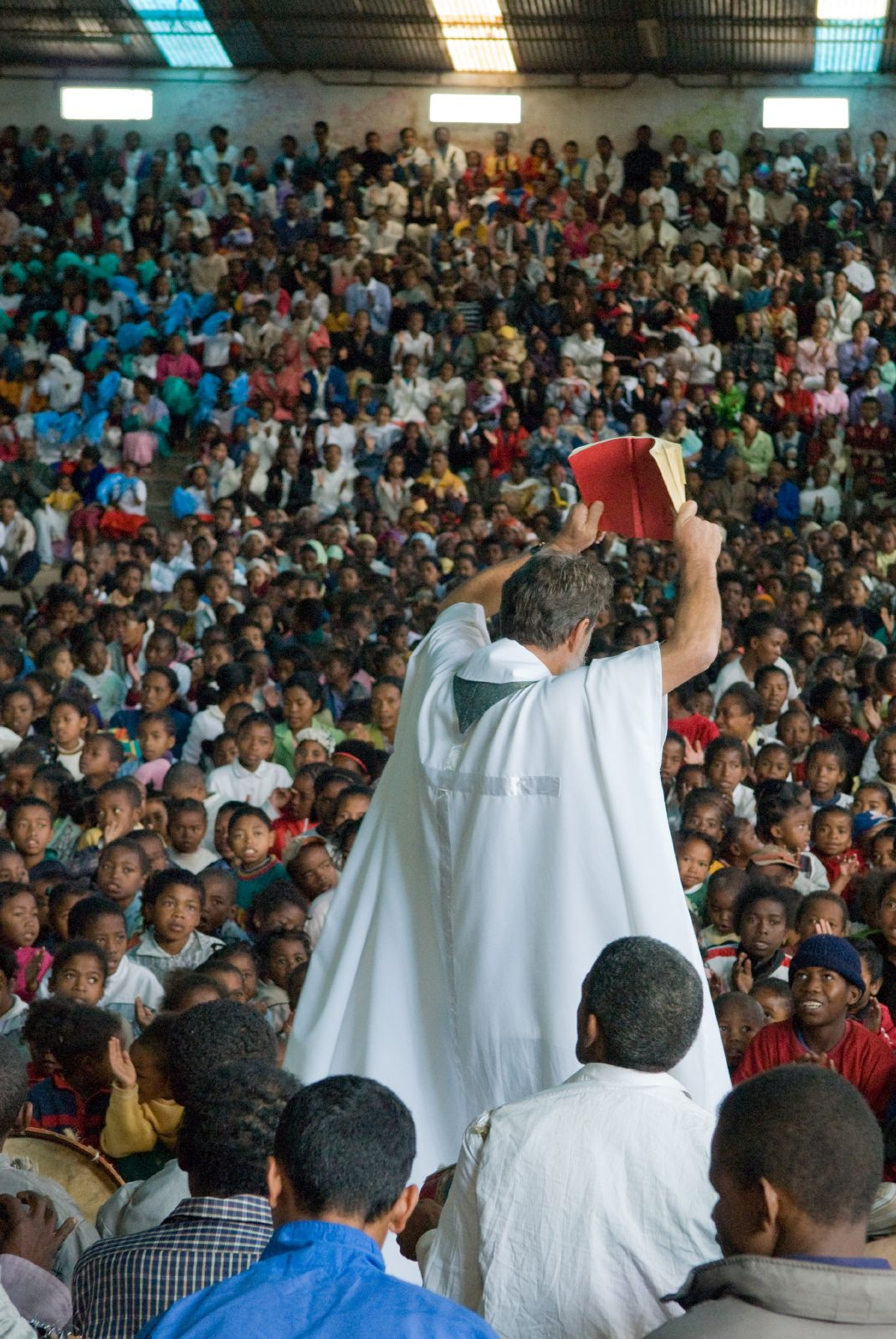
El padre Pedro oficiando la misa

El hospital fue renovado por los habitantes de la zona, y el material médico aportado por la fundación.
Además, creó una pequeña casa para los niños, de cuatro por cuatro metros, junto al vertedero de basura, para darles leche o té. Jugaba con ellos, les cantaba y les enseñaba a escribir. Sobre el basurero vivían unas cinco mil personas. Convocó a algunos jóvenes que conocía del país que estaban desempleados para que lo ayudaran. Afirma que el haber sido obrero de la construcción de joven le permitió tener buenas ideas para saber como crear fuentes de trabajo con pocas herramientas y materiales para los indigentes. Por ejemplo, los entusiasmó con la idea de convertir una montaña de granito en piedras y adoquines, para luego venderlos para la construcción. De esa manera nació la cantera en la que trabajaron hasta 2500 personas que hasta entonces vivían de la basura. Luego aprovechó el vertedero para crear una empresa de venta de abono natural.
Con lo producido y la ayuda de los jóvenes logró que se levantaran casillas precarias en los bordes del vertedero, que fueron reemplazando por casas de ladrillo de dos pisos, que él mismo iba levantando, al mismo tiempo que les enseñaba a ellos cómo hacerlo. Los grupos de casas fueron creando diecisiete pueblos pequeños que a su vez conformaron toda una ciudad levantada en el sitio donde estaba el basurero. Cada uno de esos pueblos posee su comité y las resoluciones se toman entre los representantes de cada comité. Se crearon escuelas primarias, secundarias, un liceo y un jardín de infantes, dispensarios, un pequeño hospital y dos maternidades. Hay más de cuatrocientos colaboradores del padre, entre técnicos, docentes, médicos y enfermeros. El lugar posee agua potable y un comedor.

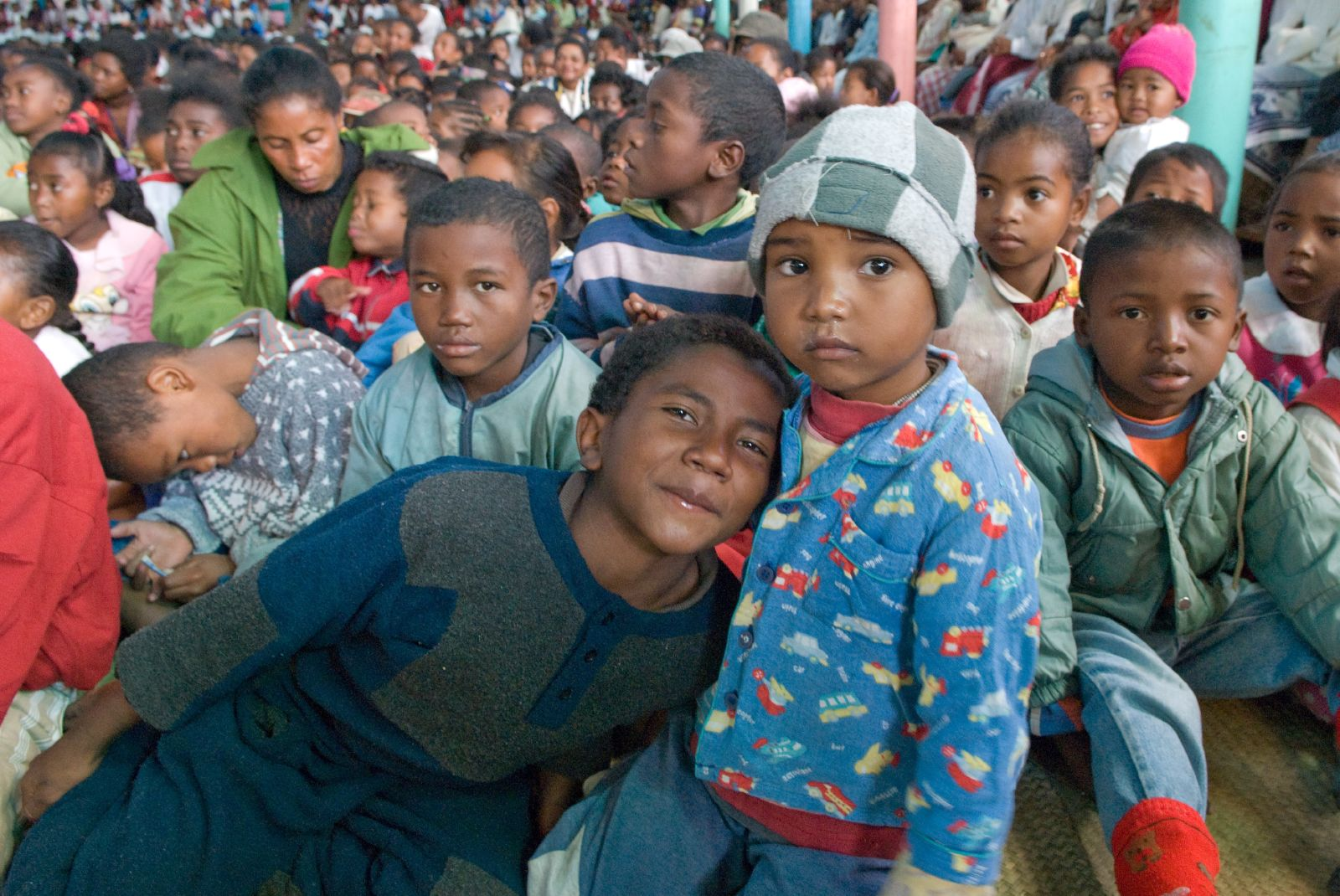
Niños que vivían de la basura encontraron como vivir de manera digna junto al sacerdote

El 13 de enero de 1990 creó la Asociación Humanitaria, no gubernamental Akamasoa (buenos amigos, en lengua malgache), a doce kilómetros de Antananarivo, en dirección a Tamatave con el propósito de servir  los más necesitados. De esta manera, además de evitar que miles de chicos continuaran revolviendo en la basura, les posibilitó una vida digna a más de trescientas mil personas.  Desde 1990, ésta organización ayuda, a la gente pobre, facilitándoles la construcción de complejos habitacionales, educativos y laborales donde viven cerca de veinte mil personas, y de ellos nueve mil son niños que van al colegio. Además el padre Pedro los invita a rezar a la misa del domingo, oficiada con una liturgia que tiene en cuenta la cultura del lugar y a la que asisten miles de personas, entre ellos turistas que luego difunden su obra en el resto del mundo.
Akamasoa se convirtió así en una gran ciudad, que en 2015 ya contaba con 17 barrios y veinticinco mil personas; el 60% menores de quince años, con cinco guarderías, cuatro escuelas, un liceo para mayores y cuatro bibliotecas para un  total, de diez mil escolarizados.
Los puestos de trabajo de la organización se crean a partir de la explotación de la cantera de piedra y grava, a la actividad artesanal y talleres de bordado, al centro de compost implementado junto al vertedero, a la separación y clasificación de la basura, a tareas agrícolas y a tareas de la construcción (como albañiles, carpinteros, ebanistas, operadores y obreros que adoquinan las calles).
Para financiarse cuenta además con redes de amigos que juntan donaciones, tres ONG en Francia y una en Mónaco y la ayuda de Manos Unidas, de la Comunidad Europea.
Dijo Danielle Mitterrand sobre el trabajo realizado por el padre Opeka:

Todo está tan bien organizado que pienso en el milagro que puede ocurrir cuando se encuentran un hombre animado por una feroz voluntad y una situación por más deplorable que parezca.

### Sus pensamientos e ideas

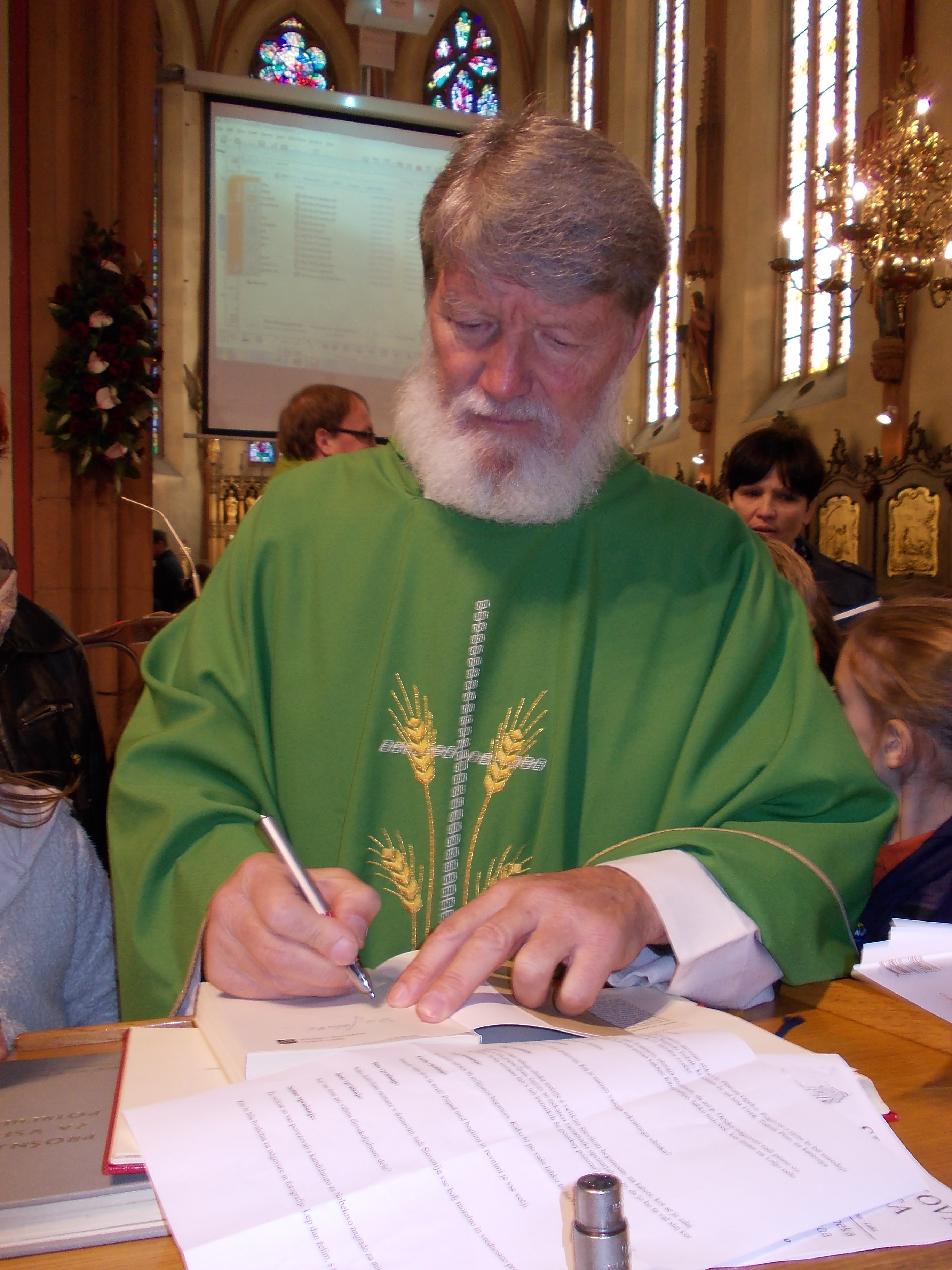
Pedro Opeka en la catedral de San Juan Bautista en Máribor, el 25 de octubre de 2015

El padre Pedro suele insistir en que la mejor manera de ayudar al pobre no es con asistencialismo sino cambiándole la conciencia para que sea autor de su propia prosperidad:

Yo siempre les dije a ellos, los amo demasiado como para asistirlos, si tuviera que asistirlos yo me voy hoy de Madagascar, porque el amor no es asistir de manera perenne a un pobre, es darle trabajo, es darle herramientas, es cambiarle lentamente la conciencia que tiene para que sea autor y promotor de su propia promoción. Este trabajo no es fácil porque uno se acostumbra a eso. A veces uno se tiene que hacer de violencia. Yo hablé con mucha fuerza para decir hay que cambiar de mentalidad. Cambiar esa costumbre que teníamos de pedir y de ser asistidos... por eso siempre le pido a la gente que vive allí tres cosas: que acepten el trabajo, que acepten educar y escolarizar los niños, y que acepten una disciplina en la comunidad.

Los gobiernos que fomentan el asistencialismo están fomentando la delincuencia y la exclusión y están profundizando el problema. Y si no se atacan en serio las causas de la pobreza es para seguir aprovechándose de ellos, utilizándolos... Junto con la pobreza económica se viene abajo la autoestima y la moral. La familia explota y ya no hay un núcleo donde formar a la persona. Cada uno tiene que rebuscársela, salir a robar porque cada noche tienen que traer algo como sea, o no volver.

En cuanto a la verdadera solidaridad, el sacerdote ha opinado que:

La concepción de ayuda que tiene mucha gente es errónea, porque muchos quieren ayudar para sentirse feliz. Quieren sentir la alegría de dar, quieren sentir la alegría de que alguien le está agradeciendo. Quieren sentir la satisfacción de sentirse alguien. Que dando soy alguien. Entonces el otro depende de mí. Hay mucha gente que está contenta de que los otros dependan de ellos y quieren mantener esa gente dependiendo de ellos. Esa no es la verdadera ayuda, ni la ayuda evangélica cuando Cristo dice que tu mano derecha no sepa lo que dio tu mano izquierda. Y cuando das lo das porque lo tuviste que dar. Luchar contra la pobreza es también compartir.

## Obra
- Material de construcción: El movimiento, elabora y utilizan unas 20 toneladas de ladrillo por semana. Cuenta con minas de explotación de cantera, grava y piedra.
- Construcción. Se han construido:
  - Unas de 3,000 casas, un hospital, dispensarios y bibliotecas.
  - Una ciudad con 17 barrios urbanizados para 25,000 personas
  - 5 poblados (uno en el campo y cuatro en los alrededores de la capital junto al basurero municipal), donde viven más unas 17,000 personas en un radio de 1,000 kilómetros de la isla malgache.
  - Se están construyendo 100 viviendas de dos pisos cada una por año, ya que la familia típica de Madagascar cuenta con al menos cuatro hijos.
- Alimentación. En términos alimentarios, se “alimenta” a gente con 10 toneladas de arroz por cada siete días.
- Educación. cerca de 9.500 chicos estudian en sus colegios. Se han forjado a albañiles, carpinteros, ebanistas, adoquinadores y operadores de diversos centros del movimiento.
- Ecología. Se ha construido un Centro de composta y la Separación y clasificación sistemática de la basura para su reciclado.
- Trabajo. La organización emplea a unas 3.500 personas, atendiendo escuelas, dispensarios, hospitales, canteras, fábricas de muebles y artesanías. También se han creado varias pequeñas empresas.
- Pobreza extrema. En 27 años de trabajo ha sacado a 500,000 personas de la pobreza extrema, que vivían de la basura. La fundación ha atendido a casi 300.000 personas en su centro de acogida de ayuda temporaria.

## Premios y distinciones
- En 2007, Opeka fue nombrado caballero de la Legión de Honor francesa.[3] El premio, decretado el 12 de octubre por el presidente de Francia, reconoce sus veinte años de servicio público a los pobres en Antananarivo. Este premio reconoce la permanente lucha contra la pobreza llevados por Opeka y por sus 412 compañeros de trabajo: médicos, comadronas, maestros, ingenieros, técnicos y trabajadores sociales, todos ellos procedentes de Madagascar.[8]

- Caballero de la orden Nacional de Madagascar (1996).[4]
- Premio Paloma de Oro de Eslovenia (1996).[4]
- Oficial de la Orden Nacional al Mérito de Francia (1998).
- Misionero del año jubilar, en Italia (2000)
- Caballero de la misión de honor de Francia (2007)
- Premio Mundo Negro a la Fraternidad (2008).[13]
- Premio Cirilo y Metodio de Eslovenia (2008).[14]
- Premio Cardenal Van Thuan al Desarrollo y Solidaridad otorgado por la fundación italiana San Mateo, que recibió en la Ciudad del Vaticano de manos del papa Benedicto XVI. (2008)[4][2]
- El 4 de diciembre de 2009 recibió del presidente esloveno Danilo Türk la Orden dorada por Servicios.[15]
- En 2018 la UCEMA de Argentina lo distinguió como doctor honoris causa.[16]

En Francia se han escrito un par de libros sobre su vida y además Danielle Mitterrand le dedicó un capítulo titulado «Pedro Opeka, el sacerdote futbolista de Madagascar» en su libro Memorias de una primera dama.
Su obra quedó registrada en numerosos documentales, entre ellos uno de Jacques Cousteau. En 2016 la televisión argentina Telenorte emitió un documental sobre la vida y obra de Opeka. 
Francia, Eslovenia, Mónaco y Argentina lo han propuesto como candidato al Premio Nobel de la Paz (2015) y otros años.
La tarea del padre Opeka en Antananarivo está descripta en el libro: Un viaje a la esperanza de Jesús María Silveyra, ed. Lumen. En el año 2008, ediciones Paulinas publicó su autobiografía, titulada Autobiografía de un ribelle.